# Вальдепеньяс (Сьюдад-Реаль)
Вальдепеньяс (ісп. Valdepeñas) — муніципалітет в Іспанії, у складі автономної спільноти Кастилія-Ла-Манча, у провінції Сьюдад-Реаль. Населення — 31 370 осіб (2010).
Муніципалітет розташований на відстані близько 190 км на південь від Мадрида, 50 км на південний схід від Сьюдад-Реаля.
На території муніципалітету розташовані такі населені пункти: (дані про населення за 2010 рік)
- Вальдепеньяс: 31139 осіб
- Консоласьйон: 231 особа

## Демографія
Динаміка населення (INE ):

## Галерея зображень

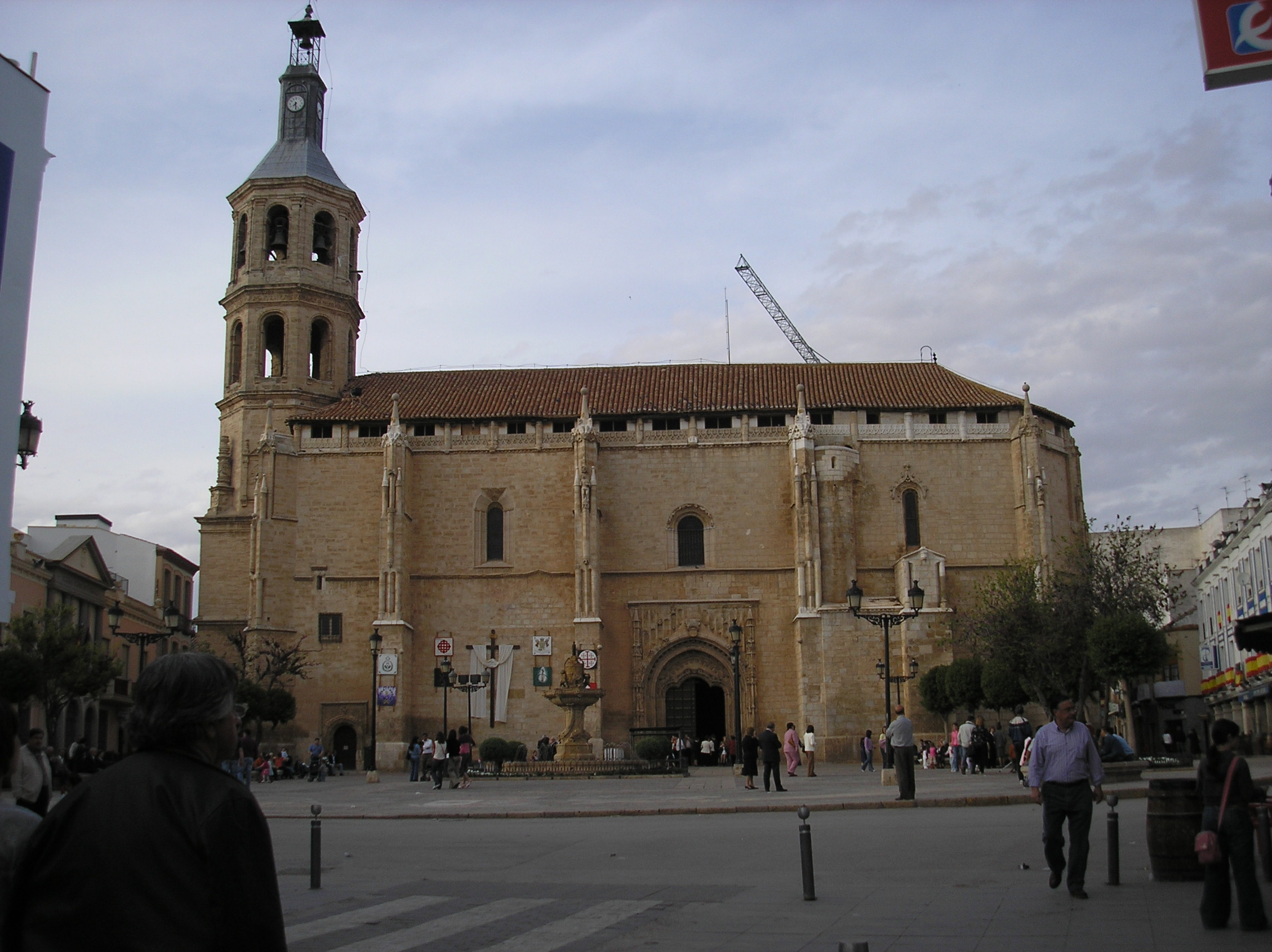
Церква Ла-Асунсьйон
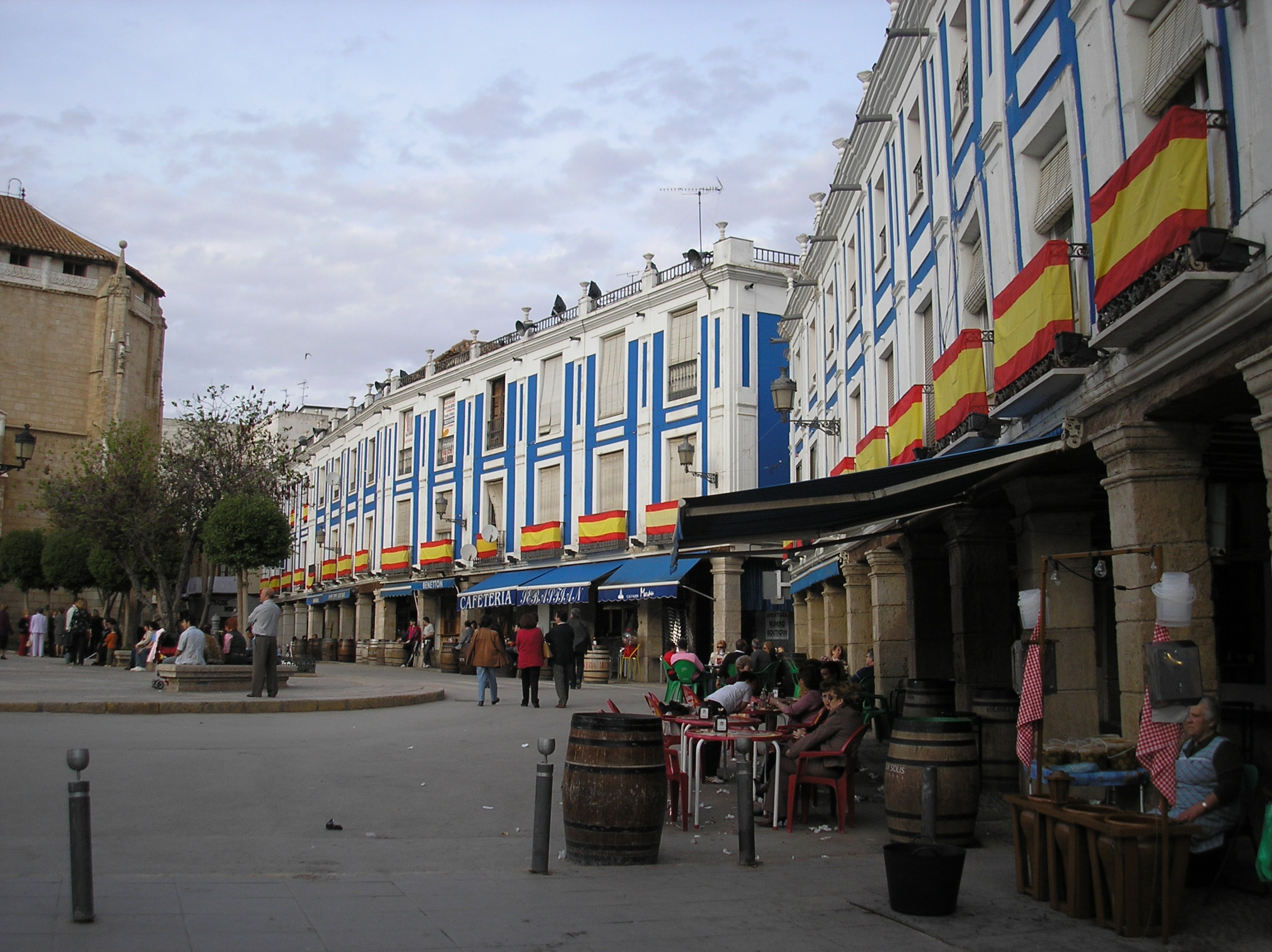
Пласа-де-Еспанья, Вальдепеньяс